# Coccothraustes vespertinus
El pepitero norteño o picogordo vespertino (Coccothraustes vespertinus) es una especie de ave paseriforme de la familia de los fringílidos propia de América del Norte. Es una especie parcialmente migratoria, con poblaciones sedentarias.

## Descripción

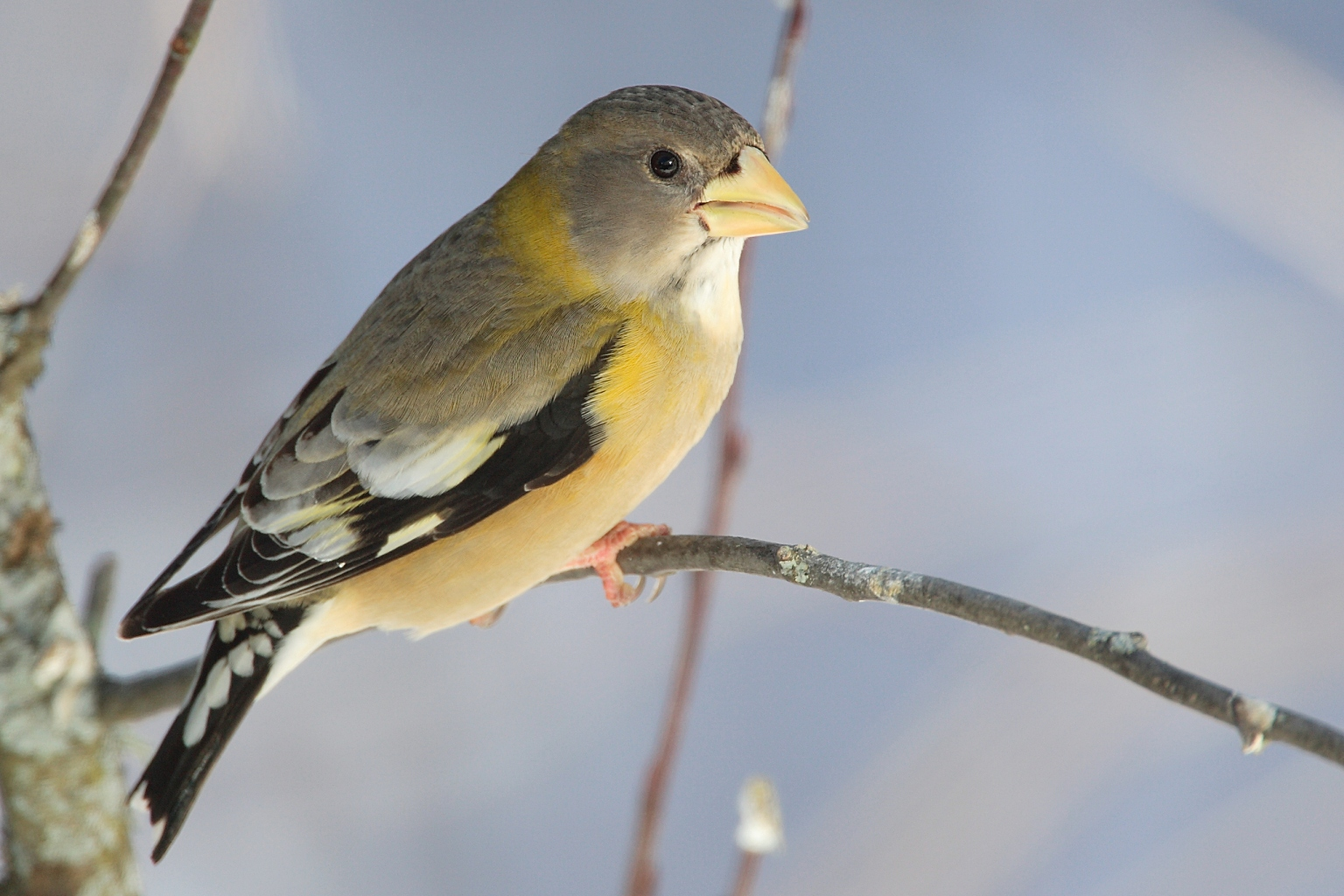
Una hembra en Ontario (Canadá).

Es una especie que exhibe diferencias entre los sexos. Los individuos adultos miden entre 16 y 18 cm. El macho tiene el pico amarillo limón pálido. El plumaje de la cabeza es diagnóstico. La frente y el supercilio son de color amarillo brillante, en tanto que la corona es negra y el resto de la cara, cuello y garganta son pardos. La nuca y la parte superior de la espalda también son pardos, mientras que las plumas escapulares (hombros), pecho, vientre, rabadilla y cobertoras superiores de la cola son amarillo brillante. La cola y las alas son negras, exceptuando, en este último caso, las plumas cobertoras secundarias y las rémiges terciarias, que son blancas.
Las hembras son menos vistosas. El color dominante de su plumaje es pardo grisáceo, con algunos matices ocres en nuca, lados del cuello, hombros, flancos y rabadilla. La garganta y las cobertoras inferiores de la cola son blancuzcas. Las alas y la cola son negras, con algunas plumas blancas. En la cabeza, hay un vestigio de raya malar (bigote) negra. 
Los individuos juveniles son similares a la hembra, pero más opacos y con plumaje menos diferenciado.

## Hábitat y distribución
Habita tierras bajas y altas, en ambientes áridos y semiáridos, bosques de coníferas y bosques mixtos semihúmedos. Su distribución es amplia, incluyendo todo el sur de Canadá, desde el Pacífico hasta el sur de Terranova, y casi todo el territorio de Estados Unidos, excepto el extremo sur. En México se encuentra en las tierras altas de la Sierra Madre Occidental, el Eje Neovolcánico y el Escudo Mixteco.

## Comportamiento
Se alimenta en parejas y pequeños grupos, en los niveles medios y altos de árboles y arbustos. En esos niveles construye sus nidos, que tienen forma de taza y se elebaoran de raíces, ramas y fibras. La hembra pone de 2 a 4 huevos de color azul pálido, con manchas oscuras.

## Subespecies
Se reconocen 3 subespecies
- Coccothraustes vespertinus brooksi. Centro y oeste de Canadá y montañas del oeste de Estados Unidos. Inverna en Texas.
- Coccothraustes vespertinus vespertinus. Centro y este de Canadá y Nueva Inglaterra. Invierna en el sureste de Estados Unidos.
- Coccothraustes vespertinus montanus. Zonas altas del sur de Arizona y México.